# ونتنور
latitudeونتنورlongitudeونتنور
ونتنور (به انگلیسی: Ventnor) یک منطقهٔ مسکونی در انگلستان است که در جنوب شرقی انگلستان واقع شده‌است.

## خصوصیات
ونتنور ۶٬۲۵۷ نفر جمعیت دارد.